# Macropus ferragus
Macropus ferragus és una espècie extinta de marsupial de la família dels macropòdids que visqueren al continent australià durant el Plistocè superior. Se n'han trobat restes fòssils a Nova Gal·les del Sud i Victòria (Austràlia). Era un cangur gros que atenyia una alçada de 2,5 m i un pes de 150 kg. Està demostrat que encara existia fa uns 30.000 anys, però restes descobertes als llacs Menindee, a Nova Gal·les del Sud, podrien datar de fa 18.000 anys.